# Население Аргентины

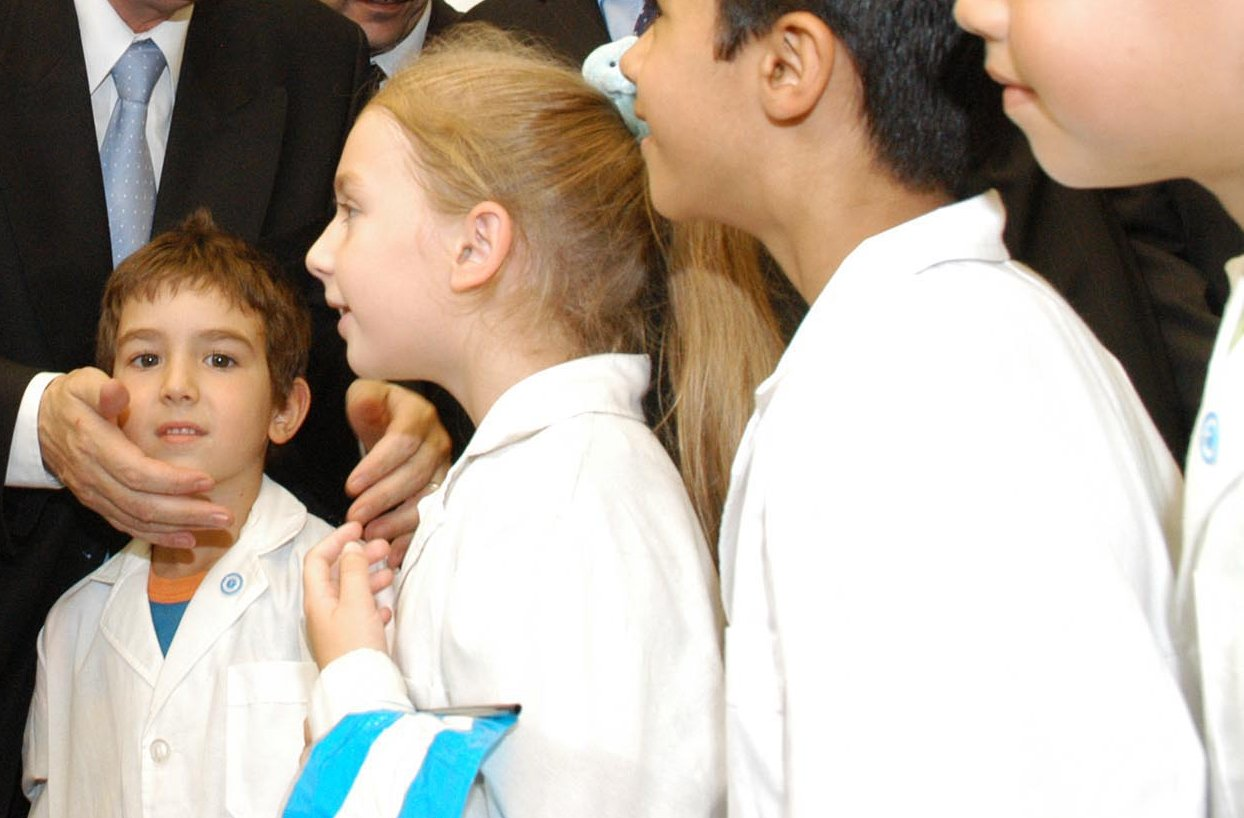
Аргентинские дети

Население Аргентины — 44,9 млн человек. Аргентинцы — третья по численности национальная группа в Южной Америке и четвёртая в Латинской Америке. Их опережают лишь бразильцы (203 млн), мексиканцы (108 млн) и колумбийцы (52 млн). Современные аргентинцы — потомки европейцев, индейцев и африканцев, в разное время прибывших на территорию страны. В большинстве периферийных регионов страны преобладают метисы, хотя по данным последней переписи 2001 года 97 % населения причислили себя к белым и лишь 2 % населения указали индейское происхождение. Аргентина является единственной крупной страной Латинской Америки, в которое «белое» население составляет подавляющее большинство. В Аргентине живёт также существенное число иммигрантов из Парагвая и Боливии. 

## История

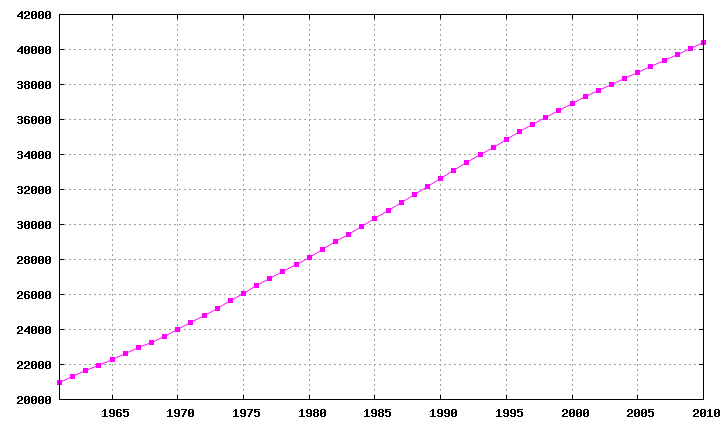
Рост населения Аргентины в 1960-х — 2010-х годах

Численность населения страны — 43 847 430 чел. (согласно результатам переписи 2016 года). Как и другие латиноамериканцы, аргентинцы в целом имеют смешанное генетическое происхождение, однако в фенотипе (внешности) населения преобладают южно-европейские, преимущественно средиземноморские черты.
Подавляющее большинство населения страны — потомки смешения европейских мигрантов с местным автохтонным индейским населением и темнокожими рабами из Африки, хотя доля последних в колониальной Аргентине была относительно невелика. Современное население сформировалось в ходе двух важных процессов: метисации колониального периода и массовой европейской иммиграции. Так, до прихода испанцев Аргентину населяли относительно немногочисленные индейские племена. После истребления большей части мужчин, испанские колонисты вступили в браки с местными индейскими и завезёнными африканскими женщинами, сформировав класс метисов-гаучо.
Массовая европейская иммиграция в Аргентину пришлась на 1880—1940-е годы. В ней преобладали итальянцы — 48 %; выходцы из Испании — 40 % (в основном баски и галисийцы); остальные 12 % — немцы, французы, хорваты, украинцы, поляки, ирландцы, арабы, армяне, евреи, литовцы, швейцарцы, валлийцы и другие, в том числе азиаты (японцы, корейцы, китайцы). В последнее время значительно количество мигрантов из Перу, Боливии, Парагвая, Уругвая, Африки.

## Демографические данные[3]

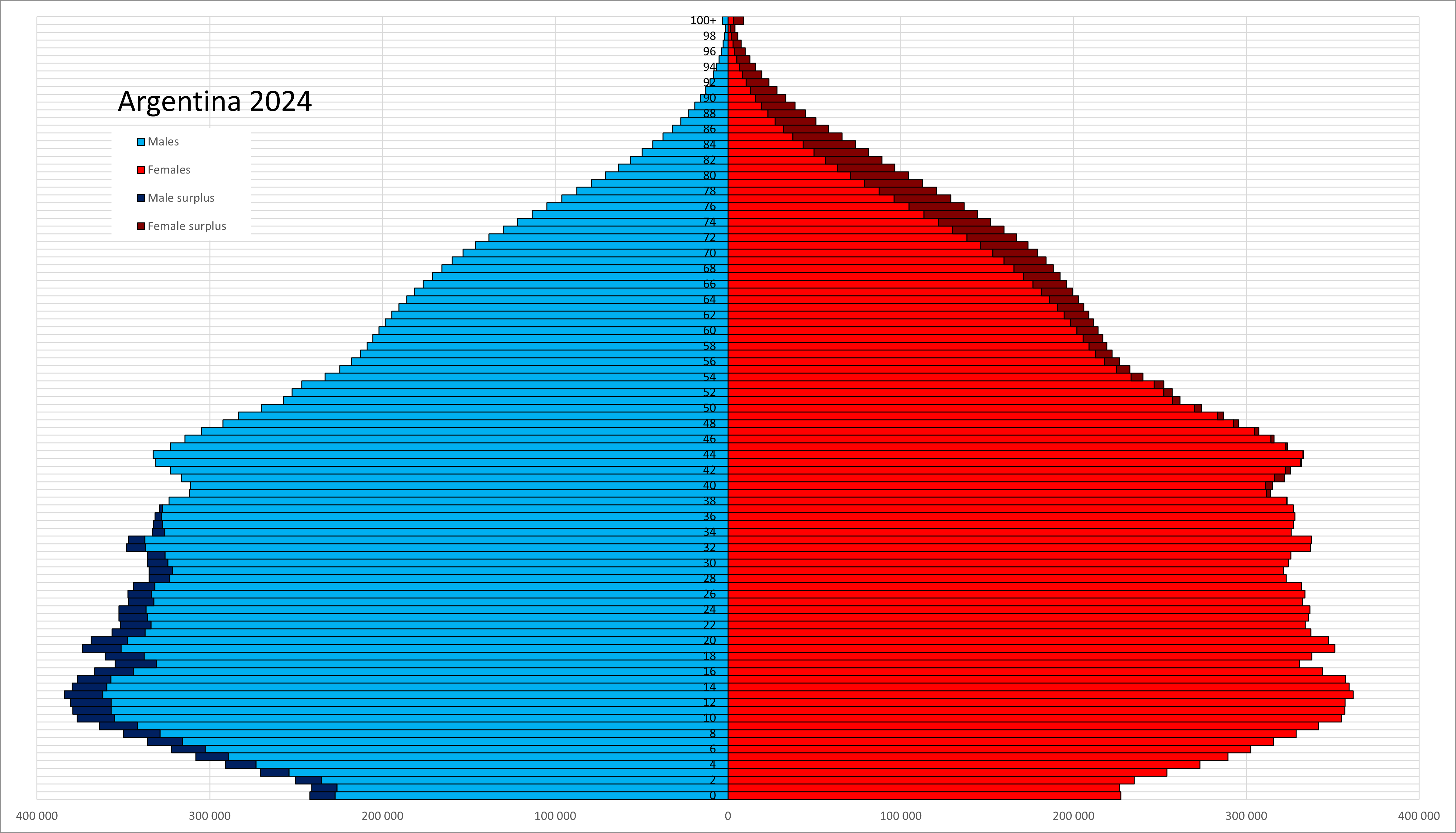
Возрастно-половая пирамида населения Аргентины на 2024 год

Сальдо миграции — 0 человек на 1000 человек.
Средний возраст на 2012 год — 30,7 лет:
- Мужчины — 29,7 лет
- Женщины — 31,8 лет

Продолжительность жизни — 77,14 лет:
- Мужчины — 73,9 лет
- Женщины — 80,54 лет.

Младенческая смертность — 10,52 на 1000 новорождённых.
Материнская смертность — 77 на 100000 живых новорождённых.
Уровень рождаемости — 17,34 на 1000 чел.
Уровень смертности — 7,36 на 1000 чел.
Прирост населения — 1,07 %.
По среднему прогнозу, население страны к 2100 году составит — 63 млн человек.
Суммарный коэффициент рождаемости 2,29, выше уровня воспроизводства поколений — 2,15
Вероисповедание: католики — 87 % (практикующих — менее 20 %), протестанты — 9 % (в том числе пятидесятники — 7,9 %), иудеи — 3 %, прочие — 4 %.
Городское население — 83 %, наибольшие города: Буэнос-Айрес, Кордова.
Государственный язык: испанский.
Воспроизводство населения, o/oo:
| Годы      | Общий коэффициент рождаемости | Общий коэффициент смертности | Коэффициент естественного прироста |
| 1920-1924 | 32,0                          | 14,0                         | 18,0                               |
| 1940-1944 | 24,1                          | 10,4                         | 13,7                               |
| 1960-1964 | 22,4                          | 8,5                          | 13,9                               |
| 1975-1980 | 21,4                          | 8,9                          | 12,5                               |